# Hortoneda de la Conca (antic municipi)
|  | No s'ha de confondre amb Hortoneda (Conca de Dalt). |

| \| ← \| 1812 — 1969 \| → \|                                    |                    |   |
| Escut d'armes                                                  |                    |   |
| Hortoneda de la Conca dins de Conca de Dalt                    |                    |   |
| Període històric                                               | Edat Contemporània |   |
| • Constitució de Cadis                                         | 1812               |   |
| • Annexió d'Herba-savina                                       | Febrer del 1847    |   |
| • Annexió de Pessonada                                         | Febrer del 1847    |   |
| • Annexió a Conca de Dalt, anomenat Pallars Jussà fins al 1994 | 1969               |   |
| Superfície                                                     |                    |   |
| • 1969                                                         | 33,38 km2          |   |
| ←                                                              | 1812 — 1969        | → |

Hortoneda de la Conca és un antic municipi que perdé la seva independència municipal el 1969, quan fou afegit al terme municipal de Pallars Jussà. El 1994 el municipi anomenat d'aquesta manera canvià el seu nom per l'actual, Conca de Dalt, en dividir-se Catalunya en comarques: el nom del municipi es podria confondre amb el de la comarca a la qual era adscrit. El terme actualment anomenat Conca de Dalt es formà amb la unió dels antics municipis d'Aramunt, Claverol, Hortoneda de la Conca i Toralla i Serradell.

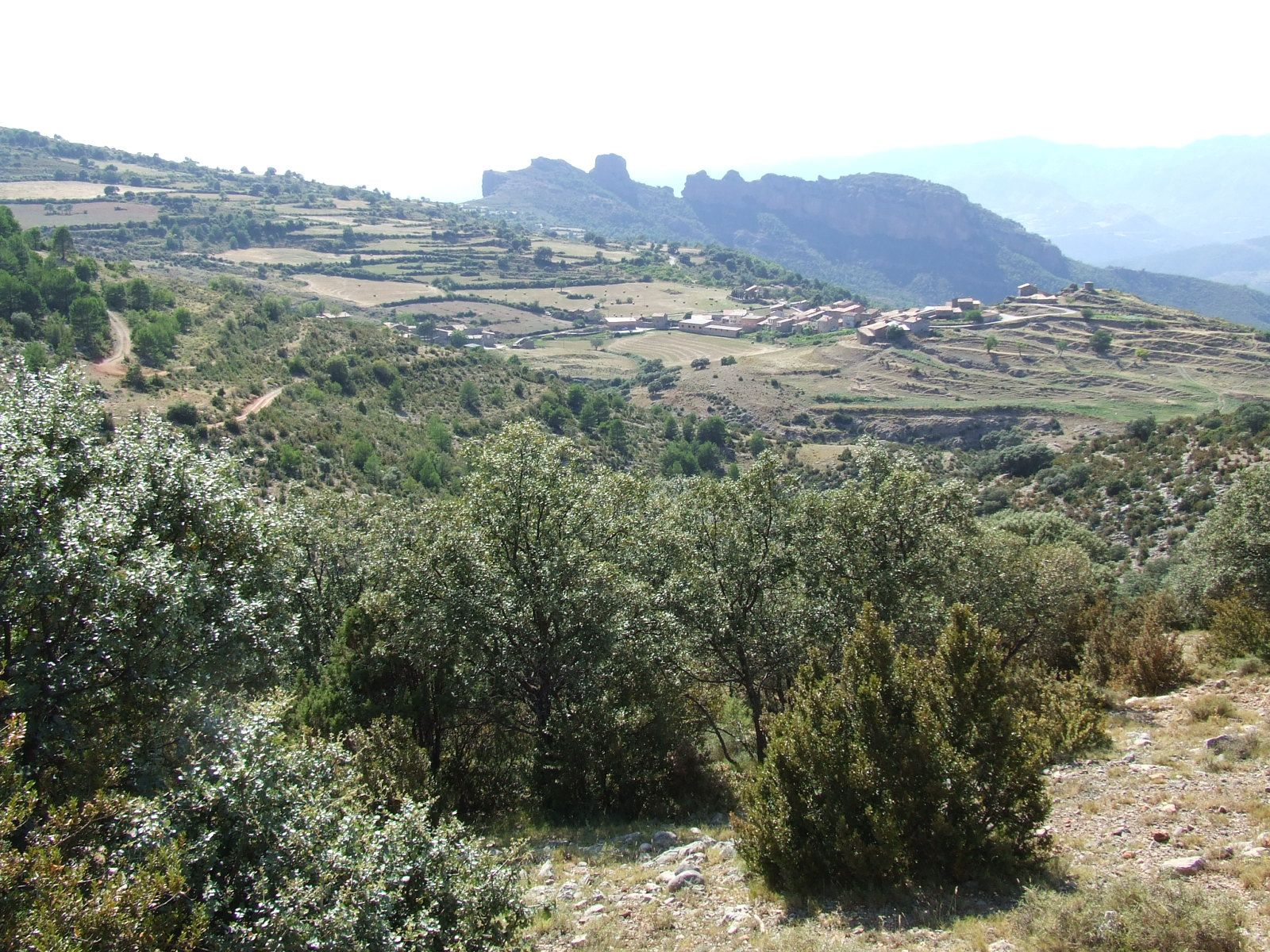
Sector nord-oest de l'antic terme d'Hortoneda de la Conca, amb el poble d'Hortoneda i, al fons, el Roc de Santa

El 1812 amb la implantació dels ajuntaments moderns fruit del desplegament de la Constitució de Cadis, es crearen en un primer moment els ajuntaments d'Herba-savina, Hortoneda i Pessonada. El febrer del 1847, en aplicar-se una nova llei municipal que limitava el manteniment dels ajuntaments a un mínim de 30 veïns (caps de família), aquests tres ajuntaments s'agruparen amb Hortoneda, que esdevingué cap del nou municipi, amb el nom d'aquest poble. El Mas de Vilanova (Vilanoveta) pertanyia a Pessonada, i Segan, a Hortoneda.
L'antic terme d'Hortoneda de la Conca limitava al sud amb els antics termes d'Orcau, ara del terme municipal d'Isona i Conca Dellà i Abella de la Conca; a ponent, amb els antics termes d'Aramunt i Claverol, tots dos dins del terme de Conca de Dalt, i amb la Pobla de Segur, al nord amb un enclavament del terme de Claverol (Baiarri), i amb l'antic terme de Baén, del Pallars Sobirà (actualment formant part del terme municipal de Baix Pallars, al nord-est toca en un punt amb el terme municipal de les Valls d'Aguilar (Alt Urgell) (antic terme de Taús), a llevant amb el terme de Cabó, de l'Alt Urgell, i al sud-est amb el terme d'Abella de la Conca.

## Geografia

### Descripció del terme
Si ens situem a l'extrem sud-oest de l'antic terme d'Hortoneda de la Conca, ens trobem en el lloc on es produeix el punt d'unió d'aquest antic municipi amb els antics termes d'Aramunt, ara també de la Conca de Dalt, i d'Orcau, ara d'Isona i Conca Dellà.

#### Perímetre de l'antic terme

##### Límit amb l'antic terme d'Aramunt
El tritermenal del punt anterior és a la meitat de la Costa Gran, a uns 1.080 m. alt. Des d'aquest punt, la línia de terme amb Aramunt davalla cap a llevant per la carena de la imponent muntanya de Sant Corneli, però sense arribar al seu cim, ja que es queda a prop i a llevant del seu punt més alt. Des d'aquest lloc el termenal baixa cap al nord-nord-oest pel Tossal Gros fins a atènyer la vall del riu de Carreu a uns 550 m. alt., passa a prop i a llevant d'Aramunt Vell, i marca un arc en direcció al nord-oest, inflexionat cap al nord-est. A quasi 700 m. alt. ateny el Tossal de Sant Pere, al nord-oest del cim, des d'on segueix cap al nord-oest fins a l'indret conegut com a Llavaés, on troba un nou antic triterme, ara entre Aramunt, Claverol i Hortoneda de la Conca, que en l'actualitat queda enmig del terme municipal de Conca de Dalt perquè els tres antics termes en formen part.

##### Límit amb l'antic terme de Claverol
De Llavaés, l'antic límit entre Hortoneda de la Conca i Claverol marxa cap al nord-est, cap a l'extrem nord-oest dels Feixancs de la Tremor, on hi ha la capella de Sant Joanet i el Pla de la Torre, a 835,5 m. alt., des d'on el termenal gira cap a llevant i un toc cap al sud, per anar a cercar el Tossal de Montserè, de 1080,6 m. alt. Un cop dalt d'aquest tossal, el límit del terme emprèn la direcció nord-oest, formant un arc inflexionat al nord-est, seguint una carena, cap al Tossal de Sant Martí, de 1011,4 m. alt. Un cop dalt d'aquest segon tossal, la línia de terme trenca sobtadament cap al nord-est, va a buscar el Roc de Llenasca, de 954,6 m. alt., travessa la vall del barranc de Santa i s'adreça a l'extrem nord-oest del Roc de Santa, on hi ha el Roc de les Creus, de 923,6 m. alt. i, sempre en direcció nord-est, va a buscar la vall del barranc de la Molina, a llevant dels Serrats i una mica al nord-oest de la casa de la Molina. Des d'aquest lloc, el barranc esmentat duu el termenal fins a la mateixa Noguera Pallaresa, al lloc on hi ha la Presa de Sossís, a 530 m. alt., el costat sud-est de la qual era el triterme de Claverol, Hortoneda de la Conca i la Pobla de Segur. El lloc exacte és l'afluència del barranc de la Molina en la Noguera Pallaresa, a 522,5 m. alt.

##### Límit amb la Pobla de Segur

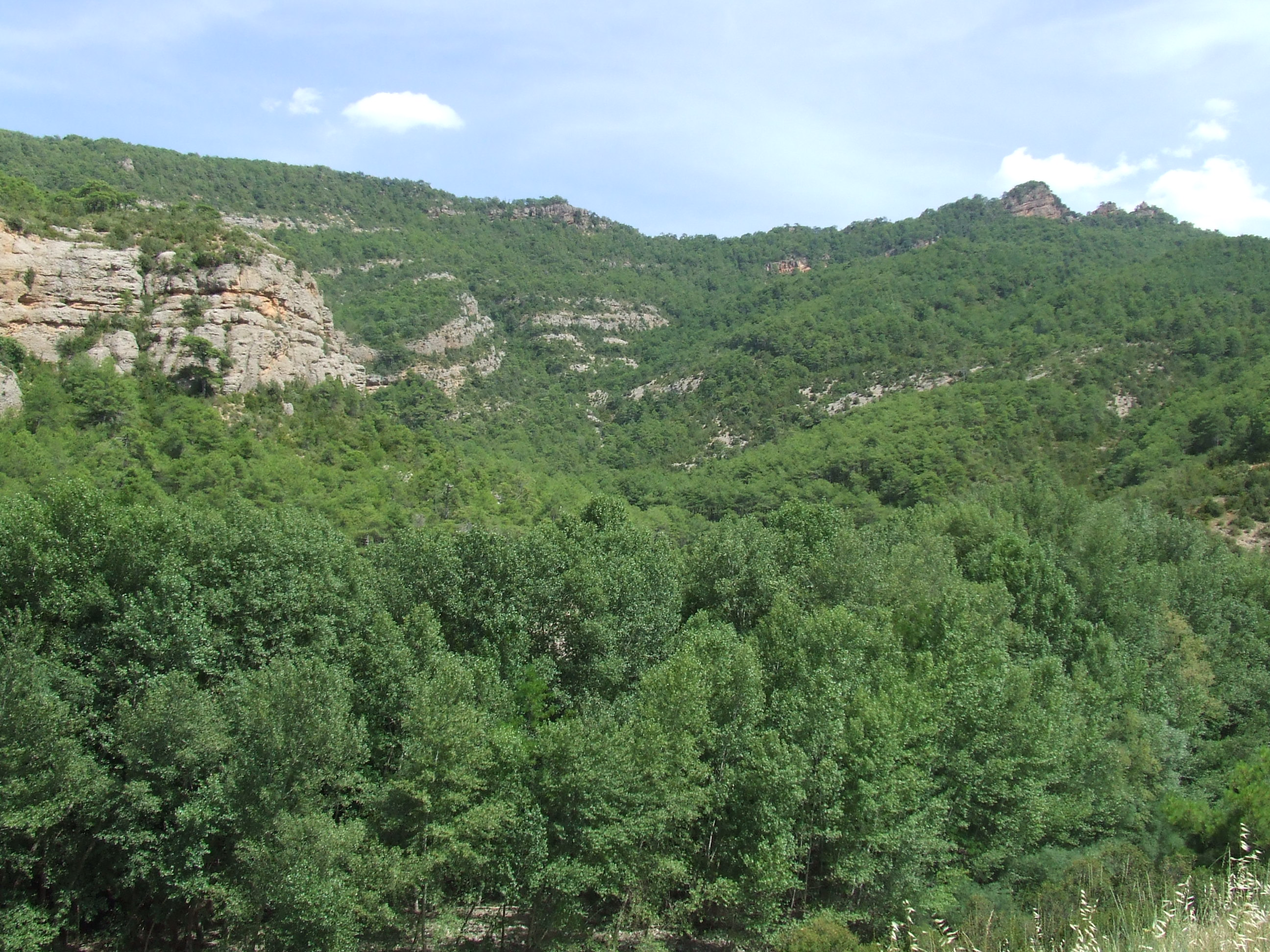
Llania, antiga quadra i actual bosc

De la Presa de Sossís arrenca cap al nord-est, seguint sempre la mateixa Noguera Pallaresa, el termenal amb la Pobla de Segur, que ja no deixa fins al triterme amb Claverol, en el seu antic enclavament dels Masos de Baiarri, i la Pobla de Segur, en el lloc de trobada del barranc de Llabro amb la Noguera Pallaresa, del qual és afluent per l'esquerra.
Aquest tros de termenal travessa el territori de l'antiga quadra de Llania, territori medieval àmpliament documentat, però actualment del tot despoblat. Ocupa bona part de l'antiga quadra el bosc de Llania.

##### Límit amb l'antic terme de Claverol (enclavament dels Masos de Baiarri)
Des del punt anterior, el termenal segueix riu amunt cap al nord-est, però fent un ample revolt inflexionat cap al nord-oest. El límit del terme d'Hortoneda de la Conca deixa aquí la Noguera Pallaresa, i segueix la llera del barranc de Llabro fins que li aflueix el barranc de la Font de l'Alou. En aquest punt el termenal gira poc tros a llevant, per, tot seguit, adreçar-se cap al sud-est pujant per una carena cap a les Roques d'Eroles, fins a la Roca Cavalls, a 1.270,9 m. alt., on ressegueix una cinglera que forma com un petit apèndix, de primer cap al sud-est, després trencant quasi sobtadament cap al nord, per damunt de l'Esplugueta de Roca de Cavalls, i girar al cap d'una mica cap al nord-est. Així, arriba al Roc Roig (pronunciat aquí Roc Roi), de 1.337,4. Des d'aquest lloc el termenal va baixant cap al sud-est, però fent un calaix cap al nord-est, sempre seguint la cinglera, passa pel Coll de Neda, de 1.292,8 m. alt., i segueix encara la Serra de Coll de Neda fins a arribar al seu extrem sud-oriental, el Coll de la Creu, de 1.297,3 m. alt., lloc on aquesta serra connecta amb el Montpedrós i, de fet, els contraforts nord-occidentals de la Serra del Boumort.
En aquest lloc el termenal trenca cap al nord-est i, pel Mal Graó, baixa de dret a la vall de la Llau de Perauba just al sud-oest de la borda del Músic. Un cop ateny aquesta llau, la línia de terme segueix el fons de la vall cap al nord, passant pel Planell d'Ísop, seguint per sota i a llevant de les Costes de Baiarri i a ponent dels Rocs de Brunet. Sempre cap al nord passa per sota i a ponent dels Rocs de la Torre, on la llau i el termenal giren lleument cap al nord-oest, fins a la llau de Castilló, afluent de la Llau Fonda, al lloc anomenat Forcat de les Llaus, on es troba el triterme entre els antic termes d'Hortoneda de la Conca, Claverol (ara tots dos dins de la Conca de Dalt) i Baén, actualment pertanyent a Baix Pallars, del Pallars Sobirà.

##### Límit amb Baix Pallars (antic terme de Baén)
Des del punt anterior, l'antic terme d'Hortoneda de la Conca, i l'actual de Conca de Dalt (i, a més, el de la comarca del Pallars Jussà), va seguint el barranc de la Torre de Senyús sempre cap a llevant, aigües amunt, decantant-se lleugerament cap al sud. La capçalera del barranc de la Torre de Senyús està format pel Barranquet Negre, que el termenal segueix encara un tros, fins que arriba al lloc on, al nord del Pletiu del Duc, assoleix els 1.675 m. alt., a l'Obaga Negra. Aquí el termenal trenca sobtadament cap al nord-oest, per tal de pujar a la carena de la Serra de Cuberes en el lloc del Coll de Passavent, de 1.700 m. alt. Del Coll de Passavent, el termenal puja per la carena cap al sud-est, passa pel nord-est de les Emprius, on hi ha el Cap del Solà de la Coma d'Orient, de 1.916,5 m. alt. El termenal va seguint aproximadament el Camí del Pi Sec, i marxa cap a llevant, fins a assolir el Roc dels Quatre Alcaldes, de 1.893,2 m. alt., on es troben, com el seu nom indica, quatre alcaldes: el de Baix Pallars (antic terme de Baén), al nord-oest (del Pallars Sobirà; el de Ribera d'Urgellet (antic terme de Taús, al nord, el de Cabó a llevant (els dos darrers pertanyents a l'Alt Urgell), i el d'Hortoneda de la Conca.

##### Límit amb Noves de Segre (antic terme de Taús)
Hortoneda de la Conca i Taús, actualment Conca de Dalt i les Valls d'Aguilar es troben en un sol punt: el Roc dels Quatre Alcaldes, on es troben quatre termes municipals: Baix Pallars (antic terme de Baén), les Valls d'Aguilar (antic terme de Taús), Cabó i Conca de Dalt (antic terme d'Hortoneda de la Conca). És, a més, per tant, el punt de trobada de tres comarques: el Pallars Sobirà, cap al nord-oest, el Pallars Jussà, cap al sud-oest, i l'Alt Urgell, cap a l'est.

##### Límit amb Cabó
El termenal amb Cabó és bastant llarg, contrastant amb la brevetat amb què es troba amb Taús. Del Pedró dels Quatre Alcaldes, aquest termenal va a buscar la carena que separa les aigües de la Noguera Pallaresa de les del Segre (i, per tant, les comarques del Pallars Jussà i de l'Alt Urgell), i va seguint tot de cims: el Tossal Negre, de 1.890,6 m. alt., i el de Caners, de 1.942,5 m. alt., en un primer tram en què el límit discorre de nord a sud. En aquest darrer tossal la línia de terme torç cap al sud-oest, per anar a cercar la carena principal de la Serra del Boumort, i la remunta pel Prat Montaner, coll a 1.837,3 m. alt. que enllaça totes dues serres.
Ja a la Serra del Boumort, el termenal puja cap al Coll de Cap de Dalt (2.064,4 m. alt) i el Coll de la Creueta de Boumort (2045,6), sempre, tot i que no del tot en línia recta, cap al sud-oest. En arribar al Coll de la Creueta del Boumort, el termenal trenca cap al sud, per una carena entre la Canal de la Creueta, que queda a ponent, i el Forat de Coma de Castell, a llevant. Aquesta carena va baixant sempre cap a migdia, fins als 1.983,2 m. alt., als Pletius de la Creueta, on es troba el triterme entre Hortoneda de la Conca (Conca de Dalt), Cabó (de l'Alt Urgell) i Abella de la Conca, del Pallars Jussà.

##### Límit amb Abella de la Conca
Dels Pletius de la Creueta, el termenal amb Abella de la Conca (la vall de Carreu) segueix la direcció oest. No segueix cap accident geogràfic concret, sinó, aproximadament, una línia recta que passa per la capçalera del Clot de la Dona Morta, i just al límit sud de la Pinata Fosca i al sud-est del Pletiu dels Roquissos, prop de la Font de Fonts, a una alçada de 1.885,5, el termenal canvia de direcció, ara cap al sud-oest. És just a la cruïlla de les pistes de Boumort i de les Bordes de Segan, on hi ha les restes d'una borda. Sense seguir tampoc cap accident geogràfic, el termenal baixa pel Pletiu Gras cap al costat de llevant d'una carena, fins que, a les Solanes de Carreu, a 1.690 m. alt., torna a emprendre la direcció de ponent, en un lloc sense cap element de relleu que pugui servir de referència. Travessa el barranc de Baixera i, a punt d'arribar al Serrat Blanc, a 1.580 m. alt., torna a trencar cap al sud-oest. Al cap d'una mica ateny la part sud-oest del Serrat Blanc, a 1.518,8 m. alt., i, sempre cap al sud-oest, baixa pels contraforts del serrat esmentat, cap al barranc de la Malallau, travessant les Solanes del Pla del Tro. Arriba a aquest barranc prop de la Font de les Passades, a 1.175 m. alt.
El termenal segueix aleshores el barranc de la Malallau cap al sud, fins que aquest barranc troba el riu de Carreu, a 920 m. alt. Travessa aquest riu i comença a pujar cap a la Serra de Carreu de primer per una llau que queda just al davant -sud- del barranc de la Malallau, i al cap de poc per una careneta, girant cap al sud-est, pel lloc conegut com les Gargalles Altes, a llevant de l'Obaga de Gallinova, fins al cim de lo Tossalet, a 1.634,6 m. alt. En aquest lloc el termenal discorre pel límit amb la vall d'Abella, on hi ha la vila d'Abella de la Conca. Continua la divisòria dels dos termes cap a l'oest-sud-oest, pel trencant d'aigües, i va baixant progressivament fins als 1.550 m. alt., per tornar a pujar tot seguit cap al cim del Gallinova, de 1.687,3 m. alt.
Del Gallinova, el termenal continua cap a ponent, sempre per la carena més alta, però que ara baixa ràpidament pel Pas del Llop i, alhora, va girant progressivament cap a l'oest-nord-oest. Pel nord dels Feixans del Pas del Llop, arriba a la Collada de Gassó, on hi havia hagut Cal Trumfo, a 1.175,5 m. alt., on es troba una nova fita tritermenal, ara entre Hortoneda de la Conca (Conca de Dalt), Abella de la Conca i l'antic terme d'Orcau, ara inclòs en el terme municipal d'Isona i Conca Dellà.

##### Límit amb Isona i Conca Dellà (antic terme d'Orcau)
De Cal Trumfo, a la Collada de Gassó (o Portell de Gassó), el termenal, ara amb Orcau, d'Isona i Conca Dellà, baixa cap al sud-sud-oest pels vessants sud-orientals de la Serra de Montagut, on hi ha una notable cinglera, per dessota de la qual passa el termenal. Sempre en la mateixa direcció, arriba al Pas la Vena, a 1.169,9 m. alt., per on passa la Pista del Portell. Una mica al sud-oest del Pas la Vena, la línia de terme canvia de direcció i emprèn cap a l'oest-sud-oest, sense seguir cap accident geogràfic, i de forma paral·lela a la pista esmentada. Quan arriba a una lleugera carena, a 1.050 m. alt., torna a canviar de direcció. Ara cap a l'oest-nord-oest, va seguint de forma paral·lela pel nord a un barranc afluent de la llau de les Collades fins que troba la carena de la Muntanya de Sant Corneli, a 1.100 m. alt., carena que ja no deixa fins a la meitat de la Costa Gran, a uns 1.080 m. alt., on es troba amb el límit amb l'antic terme d'Aramunt, on començava aquesta descripció.

#### L'interior del terme
L'interior de l'antic terme d'Hortoneda de la Conca és un conjunt de valls i carenes que davallen de les serres del Boumort, que ocupa el sector oriental del terme, de Carreu, que ocupa el sud-oriental, i de la muntanya de Sant Corneli, a migdia del terme, cap a la Noguera Pallaresa, que discorre pel seu límit nord-occidental i el seu afluent del barranc de l'Infern, a la part de capçalera anomenat barranc de la Torre de Senyús i, més amunt, barranc Negre.
Al sud hi ha la vall del riu de Carreu, que fins al 1847 acollia dos dels ajuntaments autònoms aleshores: Herba-savina, al costat de llevant, i Pessonada i el Mas de Vilanoveta al de ponent.

##### Herba-savina
Delimitada al sud per la Serra de Carreu, a llevant pel terme municipal d'Abella de la Conca, a la vall de Carreu, i al nord per l'extrem oriental del Roc de Pessonada i el Roc de la Feixa, que acull la Roca Roja (pronunciada Roca Roia en el país), de 1.416,6 m. alt., i el Serrat de l'Agranador, que acull La Cogulla, de 1.623,3. A ponent s'obre la vall del riu de Carreu en el sector de Pessonada i Vilanoveta, o Mas de Vilanova. La separació entre Herba-savina i Pessonada, la marcava la carena nord de Montagut, de 1.348,1 m. alt., que des del sud tanca la vall del riu de Carreu i, enfront seu, el Serrat de les Comelletes. El Forat des Arts és l'estret per on passa el riu de Carreu en aquest lloc.
El poble d'Herba-savina, únic nucli de població d'aquest ajuntament existent entre 1812 i 1847, és a la meitat nord de la vall, en una posició cèntrica entre llevant i ponent. És, de fet, sota mateix de l'extrem oriental del Roc de Pessonada. Fora del poble, com a poblament dispers hi havia l'antic molí anomenat lo Molinot, al mateix riu de Carreu, al sud-oest d'Herba-savina, i algunes bordes, ja abandonades, com la Borda del Manel i la Borda del Tarrufa, al nord-est d'Herba-savina i la Borda de Grapes a ponent, sota el Roc de Pessonada.
El riu de Carreu vertebra el territori d'Herba-savina. Hi entra, procedent de la vall de Carreu, als peus del Serrat de la Malallau, on aflueix en el riu el barranc de la Malallau, que ve del nord i fa de termenal, com ja ha quedat expressat anteriorment. Van vessant les seves aigües -quan en porten- en el riu de Carreu tot de llaus i barrancs, procedents dels dos costats, cadascun dels quals marca una petita vall separada de la contigua per serres i serrats interiors que fan que el territori sigui molt trencat. Per ordre, de llevant a ponent, trobem el barranc del Clot dels Avellaners, afluent per l'esquerra (sud), que queda emmarcat a llevant per la Pala de Pedro i a ponent per la Pala de Font Freda. Poc després arriba per la dreta (nord) el barranc del Clot de Carabasser, emmarcat per la Roca Redona, de 1.027,3 m. alt., i el Serrat del Pou.
Tot de barrancs curts, el nom dels quals ara per ara és desconegut, aflueixen del nord i del sud, delimitats al nord pel Serrat del Pou, el Serrat del Joquer i el Serrat de les Serretes, i al sud pel Serrat de l'Oriol. Prop ja del poble d'Herba-savina arriba per l'esquerra el barranc del Clot del Todó, que s'obre pas entre la Pala de la Berruga, a orient, i la Pala del Moro i el Tossal del Senyal, de 997,2 m. alt., a occident. Poc després, per la dreta hi aflueix el barranc format per les llaus dels Bancals (del Joquer en la seva part alta), que passa entre l'esmentat Serrat del Joquer i el poble d'Herba-savina, i del Canalot, que davalla de la part de ponent del poble. Tot just després, el barranc del Clot de Planers, que arriba al riu de Carreu just al lloc de lo Molinot.
Poc després ve per l'esquerra la llau d'Estobencs, que procedeix del costat occidental dels esmentats Tossal del Senyal i Pala del Moro, i uns quants petits barrancs pel costat dret, que baixen del Serrat de Planers i la Costa de Perenllong, per on discorre la pista que duu a Herba-savina i Carreu des de Pessonada. La llau de Castellet i la llau del Forat Roig (Roi, en la parla local) arriben al cap de poc per l'esquerra, procedent dels dos costats de la Serra de Montagut, i per la dreta, la llau de Joncarlat, que ve dels vessants occidentals del Serrat des Bigues. Encara, del sud baixen tot de petits barrancs dels vessants septentrionals de la Serra de Montagut i de la Pala des Arts, i del nord venen al riu de Carreu d'altres llaus i barrancs, entre els quals destaca la llau de Prat la Vall, que baixa del Serrat del Vedat i del Serrat del Qüell, que és el que tanca el territori d'Herba-savina per ponent.

##### Pessonada i el Mas de Vilanova
El sector de Pessonada i el mas de Vilanoveta s'obre a ponent d'Herba-savina, en un lloc on el riu de Carreu eixampla considerablement la seva vall, en part perquè el mateix Roc de Pessonada, que marca sempre el límit nord, es va obrint cap al nord-oest. El límit sud està definit per la muntanya de Sant Corneli, i els de llevant i ponent, respectivament, pel territori del poble d'Herba-savina, explicat a l'apartat anterior, i l'antic terme d'Aramunt.
El riu de Carreu continua sent el principal definidor del sector de Pessonada, però caldrà afegir-hi els barrancs que seran esmentats en darrer lloc. Aquest riu entre en territori de Pessonada en el Planell de les Bruixes, just a occident del Forat des Arts. Per l'esquerra hi aflueix la llau de les Collades, que baixa de la muntanya de Sant Corneli i del sector occidental de la Pala des Arts i de la Serra de Montagut, i per la dreta, la llau de Bull-i-bull, amb la llau des Greixes a la capçalera, emmarcada a orient pel Serrat de la Guàrdia i a occident per la serreta on hi ha el Mas de Vilanova o Vilanoveta.
Aquesta caseria, que antigament havia depès de Pessonada, conserva avui poca cosa que recordi que havia constituït un nucli de població. Hi ha Casa Toà, encara sencera, Casa Janotet, al nord-oest, Casa Boer, més al sud-oest, totes dues en ruïnes, i l'església de Sant Martí. Encara, menys de 400 metres al sud-oest d'aquesta església hi ha les restes d'una altra església, aquesta romànica, dedicada a sant Pere.
Passada Vilanoveta, tot de llaus i barranquets aflueixen en el riu de Carreu procedents del nord, de la muntanya de Sant Corneli, dels costers per on s'estén el bosc de Pessonada. El territori de Pessonada i el Mas de Vilanoveta s'acaba aviat, ja que de seguida es troba l'antic termenal amb el terme d'Aramunt i, per tant, s'acaba el tram de la vall del riu de Carreu que correspon a Pessonada.
El poble de Pessonada es troba al nord-nord-oest del Mas de Vilanoveta, a 2 quilòmetres en línia recta. Entre els dos s'obren diverses petites valls de barrancs afluents del riu de Carreu, però ja dins del terme d'Aramunt, de manera que només la part alta correspon a Pessonada. Tots davallen del Roc de Pessonada, omnipresent rere el poble de Pessonada. Es tracta de la Llau Gran, que rep a la capçalera la llau dels Horts i més a ponent la llau de Cotura, entre les quals s'estén el Serrat Gros, i el barranc dels Rius, emmarcat al nord-oest per la Serra de Sant Esteve, al nord-est pel poble i el Roc de Pessonada, i al sud-est per Serrat Gros. Més al nord-oest hi ha encara el barranc de les Lleres i el de Miret, que es formen a l'extrem nord-occidental del Roc de Pessonada, al lloc anomenat Feixancs de la Tremor. En aquest lloc es clou el territori de Pessonada i el Mas de Vilanoveta.

##### Hortoneda
Tota la part nord de l'antic terme d'Hortoneda de la Conca, més de la meitat de la seva extensió, pertany al poble d'Hortoneda. En aquesta part, pràcticament tots els barrancs i llaus segueixen la direcció nord-sud, decantant-se, en diversos graus, cap a ponent.

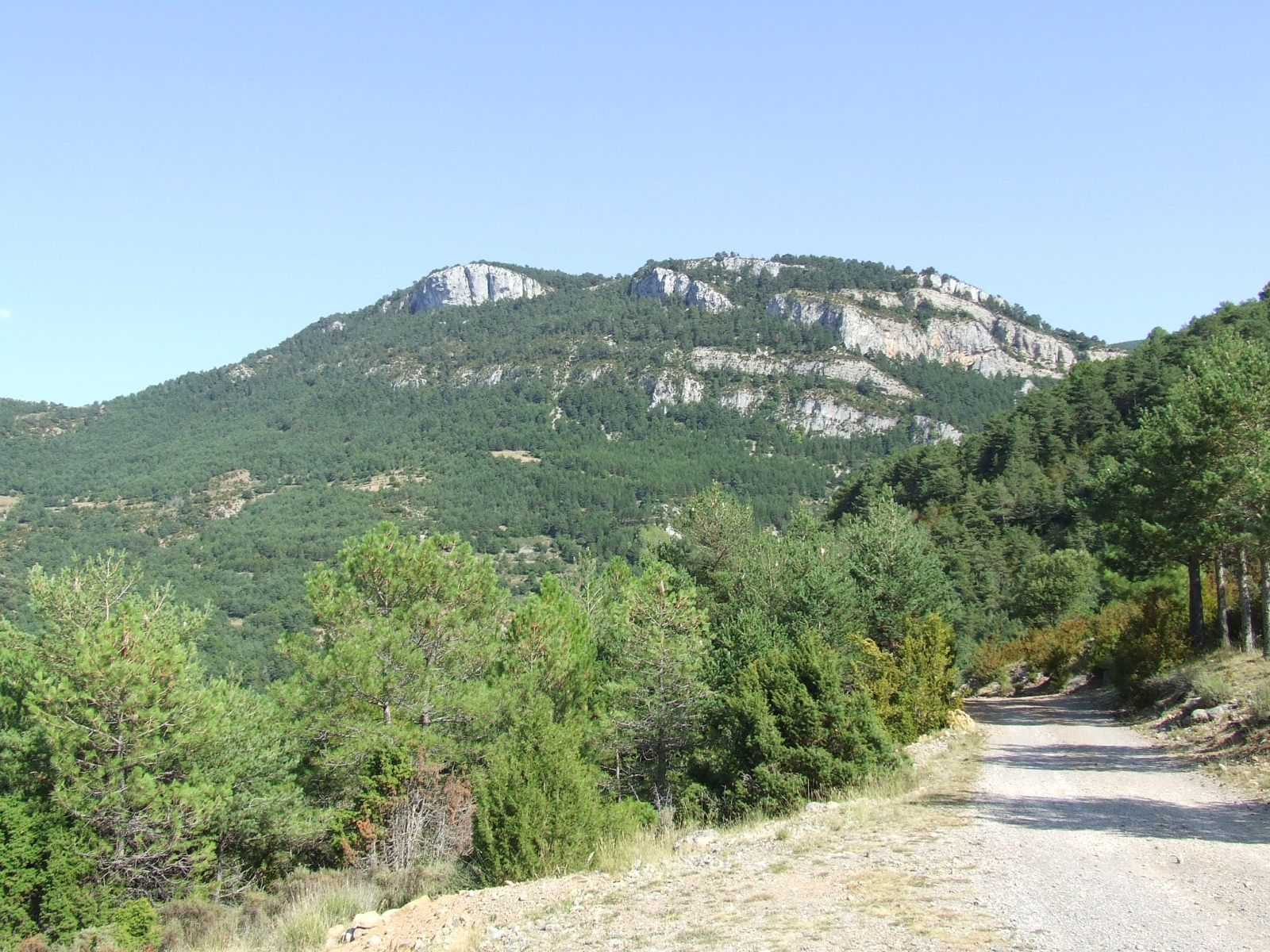
El Roc de Penalta i els Rocs del Comeller, camí de la Serra de Boumort

A l'extrem de llevant del territori d'Hortoneda hi ha, a la meitat sud, la Serra de Boumort, i a la nord, la vall del barranc de la Coma d'Orient. Enmig, la llau de Perauba marca una petita vall a la capçalera que neix de la mateixa Serra de Boumort i es va aprofundint i fent més important a mesura que avança i, sobretot, quan gira i se'n va cap al nord-oest.
La Serra de Boumort forma una de les Reserves Naturals més importants de Catalunya, que inclou la major part de l'antic terme municipal que ara es descriu, a més de territoris dels termes limítrofs.
El punt més elevat de la Serra de Boumort és el Cap de Boumort, de 2.076,2 m. alt. (vèrtex geodèsic 264085001) i forma una carena de nord-est a sud-oest, delimitada, en terme d'Hortoneda de la Conca, pel Coll de la Creueta de Boumort, de 2.045,6 m. alt. al nord-est i el Coll de Colls, de 1.987,2. Aquesta serra té la seva continuïtat en la Serra de Planell Ras (1.936,1 m. alt.) i, encara, inflexionant cap al nord-oest, en la Serra de la Travessa. Aquesta darrera, encara, enllaça pel Bony dels Coms (1.831,6), el Bony de Font de Macià (1.797,9), el Bony del Cumó i el Bony dels Clots (1.689,6) amb el Serrat dels Boix de la Serra (1.637,2) i el Roc de Sant Cristòfol i el Montpedrós, de 1.614,2. Del Montpedrós, continua baixant una carena, la de la Serra de Coll de Neda (1.320,6), que enllaça amb el Cap de l'Alt de Baiarri, de 1.408,8, ja dins del terme de Claverol, en el seu antic enclavament dels Masos de Baiarri. Aquesta llarga continuïtat de carenes divideix, en diagonal, en dos el territori d'Hortoneda: al nord-est, el sector presidit per la Serra de Boumort; al sud-oest, el que està centrat en el poble d'Hortoneda.
Al nord de la Serra del Boumort, i naixent dels seus vessants septentrionals, es troba la vall de la llau de Perauba. Es forma a l'espai delimitat per les serres de Planell Ras, al sud, i de Palles, al nord, a partir de la unió de la llau de la Solana de Palles i el Canal de l'Obaga. Aquesta llau, passat el Serrat dels Trossos dels Arrendadors i els Rocs del Comeller, on la llau forma un bonic saltant d'aigua d'uns 35 metres de desnivell, just a migdia de la Torre de Perauba i a ran de l'Espluga de l'Oli d'Ermini. En aquest lloc la llau s'encaixa entre dues cingleres importants: la dels Rocs del Comeller a llevant, i la del Roc de Sant Cristòfol, a ponent. La llau de la Solana de Palles es fon al fons de la vall amb la llau de la Font Freda, i al cap de poc arriba on hi ha la Font de Perauba, a la Coma de Perauba. La llau passa a anomenar-se -no podia ser d'altra manera- llau de Perauba. Rep al cap de poc per la dreta la llau de Sant Pere (s'uneixen just a sota i al sud-oest de la borda del Músic), i la vall, sempre cap al nord baixa encaixada entre les serres descrites anteriorment, que queden a ponent, i les Roques de Brunet (1.322,7) i el Roc del Corral del Peló (1.362,2), amb l'Espluga del mateix nom al costat, al sud i al nord de les quals hi aflueixen les dues llau de Brunet, una a cada costat de les Roques homònimes. La del sud té a la capçalera la llau de Sant Andreu, i la del nord, la llau de l'Era del Tardà.
Ja a la part baixa, la llau de Perauba deixa a llevant els Rocs de Brunet i a ponent les Costes de Baiarri, i rep per la dreta la llau dels Carants, que té a la part alta l'afluència de la llau de Pedra Ficada pel nord i del barranc de la Coma d'Orient, pel sud. La trobada d'aquestes dues llaus és a sota i al sud-oest de la Torre de Senyús. L'engorjat dels Rocs de la Torre formen el darrer tram de la llau, just abans d'aiguavessar aquesta llau en la de Castilló, o de la Torre de Senyús, on hi ha el límit municipal i comarcal.
A l'extrem nord del terme hi ha la Torre de Senyús, a la Rebollera, una serreta que ateny els 1.367,4 m. alt.

### Nuclis de població
| Entitat de població  | Habitants |
| -------------------- | --------- |
| Herba-savina         | 0         |
| Hortoneda            | 45        |
| Els Masos de la Coma | 0         |
| Perauba              | 0         |
| Pessonada            | 50        |
| Segan                | 0         |
| Senyús               | 0         |
| Vilanoveta           | 0         |
| Font: Idescat        |           |

Els nuclis de població d'aquest antic municipi eren Hortoneda, cap de districte municipal, Pessonada, Herba-savina, Segan i Vilanoveta. Tan sols les dues primeres són actualment poblacions habitades. La resta s'han despoblat del tot al llarg del segle xx.
A la zona més muntanyosa de l'antic terme, a llevant, prop de l'antiga caseria de Segan, es troba l'ermita romànica de Sant Cristòfol de Montpedrós, o d'Hortoneda, prop d'un coll entre el Montpedrós, de 1.614 m. alt., i el Serrat dels Boix de la Serra. Queda al sud-est del cim esmentat. Encara més a llevant de Montpedrós hi ha la Torre de Perauba, de construcció romànica, situada ja en plena Serra del Boumort.
- Les Bordes dels Masos de la Coma
- El poble d'Herba-savina
- El poble d'Hortoneda

- El poble de Pessonada
- Les Bordes de Segan
- El poble de Vilanoveta

## Història
El lloc documentat des de més antic és Pessonada, com s'explica en l'article d'aquest poble. Hortoneda, Herba-savina i Vilanoveta no apareixen en documents conservats fins al segle xiv, com també s'exposa en llurs articles.
S'hi conserven dos despoblats medievals sobre els quals hi ha poca documentació. Són el de Perauba, a l'entorn de la Torre de Perauba, i el de Senyús, a l'entorn de la Torre de Senyús.
Hortoneda de la Conca formava part, fins a l'extinció dels senyorius, el 1831, dels dominis del marquès de Pallars, que eren també ducs de Cardona i de Segorb i vescomtes de Vilamur.

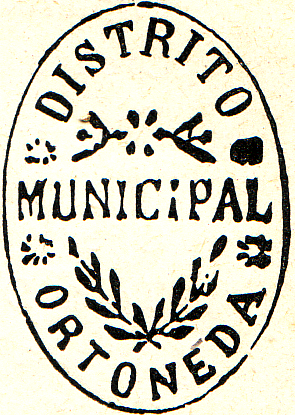
Segell municipal de vers el 1912

Hortoneda de la Conca no ha estat mai un terme gaire poblat. El 1718 hi ha enregistrats 146 habitants, que pugen a 192 el 1787 (en tot el terme). El 1860, com a molts pobles de la comarca, s'assolí el màxim històric: 711 habitants. A partir d'aleshores, una progressiva despoblació afectà el terme: 482 el 1900, 521 el 1920, 468 el 1930, 329 el 1940, 294 rl 1950, 255 el 1960, 191 el 1970. i 120 el 1981. En l'actualitat, el 2005, hi són censades 95 persones, concentrades a Hortoneda i Pessonada, ja que la resta de nuclis són del tot despoblats.
El 1847 Hortoneda (Ortoneda, en els documents de l'època) tenia 45 veïns (caps de casa), dels quals 37 eren electors contribuents i un de capacitats, per la qual cosa va poder mantenir el seu ajuntament, superant la barrera dels 30 que representava el llindar per subsistir com a ajuntament independent o haver-se d'agregar a un altre poble. Constituïa el seu ajuntament un alcalde, un tinent d'alcalde i 3 regidors.

### L'antic ajuntament d'Hortoneda
L'alcaldia d'Hortoneda fou exercida, al llarg dels anys, per les persones següents:
- Francesc Codina (1894)
- Antoni Plancheria (1898)
- Agustí Sorigué (1898) (Regidors: Josep Benavent, Antoni Bellera, Pere Coderia i Antoni Plancheria)
- Emili Agulló (1945)

## Llocs d'interès

### Històric
- Poble d'Hortoneda
- Santa Maria d'Hortoneda
- Sant Cristòfol de Montpedrós
- Poble de Pessonada
- Mare de Déu de la Plana
- Sant Martí de Vilanoveta
- Sant Pere de Vilanoveta
- Poble d'Herba-savina
- Torre de Perauba
- Torre de Senyús

### Paisatgístic
- Serra del Boumort
- Serra de Carreu
- Roc o Serra de Pessonada
- Vall alta del riu de Carreu
- Roc de Santa

## Activitat econòmica
L'antic terme d'Hortoneda de la Conca, molt muntanyós, era pobre en recursos de la terra, i, principalment, s'hi explotaven els recursos forestals, tant com a producció de fusta per a la construcció, com per a llenya o elabotació de teies i de carbó vegetal.
Fora de l'activitat forestal, l'agrícola era a base de rompudes de bosc que permetien l'accés a terres de conreu, però sempre per breus espais de temps, cosa que a la llarga empobrí el terme de recursos forestals, per tal de no aconseguir mai una agricultura de gaire nivell. En aquestes terres s'hi produïa blat, sègol, patates, vi, oli i llegums (quan hi havia prou pluja), però en menor quantitat que en altres indrets dels entorns. Pel que fa a la ramaderia, hi havia ovelles i cabres i, al massís del Bou Mort i a la Serra de Carreu, ramats de bestiar de peu rodó. Era abundant també l'aviram a les cases del terme.
Modernament, hi ha hagut poca variació. Només s'hi conreen 1,694 ha. de terreny (un 13% de l'antic terme), i hi destaca per sobre de tot l'ordi i el blat, la trepadella i l'alfals (farratges) i les oliveres i patates, tot i que en franca recessió. Pel que fa a la ramaderia, es conserva força bestiar oví, i ha crescut considerablement el porcí.

## Serveis turístics
L'oferta turística de l'antic terme d'Hortoneda de la Conca no és gaire ampla. Al poble d'Hortoneda hi ha Casa Toni, una casa d'allotjament rural, i prou. La proximitat de la Pobla de Segur, però, supleix aquesta manca de recursos turístics a Hortoneda i Pessonada.

## Comunicacions
Com en altres termes pallaresos, Hortoneda no disposa de cap mena de carretera de rang superior.Sí que hi ha algunes pistes rurals asfaltades, sobretot en els dos pobles encara habitats: Hortoneda i Pessonada.
Des de la pista local asfaltada del Pont de Claverol a Aramunt, uns 500 metres al sud del Pont de Claverol, surt cap a llevant la pista, també asfaltada, que duu, després de molts de revolts i d'una pujada forta, de primer al poble de Claverol (Conca de Dalt) i després al d'Hortoneda, on s'acaba l'asfaltat en el barri de Segalars. Des d'aquest lloc, la pista continua cap a la banda de llevant de l'antic terme d'Hortoneda de la Conca, cap a la Serra de Boumort, però ja sense asfaltar. És una pista en general transitable, però que en algunes èpoques de l'any pot quedar malmesa per l'aigua i la neu.
L'accés a Pessonada es fa des de més al sud de la mateixa carretera local del Pont de Claverol a Aramunt. Cal seguir poc més de dos quilòmetres més al sud que la pista anterior, i es troba el trencall de la pista asfaltada que, cap a llevant i també guanyant força alçada, duu en primer lloc al poble de Sant Martí de Canals i més tard al de Pessonada. De Pessonada, la pista, ja sense asfaltar, continua cap a Herba-savina, Vilanoveta i Carreu, però amb un sòl força irregular que fa la pista intransitable una part important de l'any.
Aquestes són les dues úniques vies de comunicació accessible per a tota mena de vehicles. A part d'elles hi ha dins de l'antic terme d'Hortoneda de la Conca d'altres pistes que menen a la part més muntanyosa del terme (Segan, la Serra de Boumort, la Torre de Perauba, etcètera, però la major part són només aptes per a vehicles tot terreny o, per descomptat, per a excursions a peu.
A través de les dues pistes asfaltades, però, Hortoneda de la Conca es comunica amb el cap del municipi actual, el Pont de Claverol, o la Pobla de Segur, on té accés a les línies interurbanes de transport per carretera o al ferrocarril, en la línia de Lleida a la Pobla de Segur.